# Wendisch Evern
Wendisch Evern – miejscowość  i gmina położona w niemieckim kraju związkowym Dolna Saksonia, w powiecie Lüneburg. Należy do (niem. Samtgemeinde) gminy zbiorowej Ostheide.

## Położenie geograficzne
Wendisch Evern leży 5,5 km na południowy wschód od centrum Lüneburga.
Od zachodu i północy sąsiaduje z Lüneburgiem, od północnego wschodu z gminą Barendorf, od wschodu z gminą Vastorf, od południa z gminą Bienenbüttel w powiecie Uelzen i od południowego zachodu z gminą Deutsch Evern z gminy zbiorowej Ilmenau. Wschodnią granicę gminy tworzy Kanał Boczny Łaby (niem. Elbe-Seitenkanal), łączący Kanał Śródlądowy pod Wolfsburgiem i Łabę.

## Dzielnice gminy
W skład gminy Wendisch Evern wchodzą dzielnice: Göxe i Willerding.

## Historia
Miejscowość Evern istniała już za czasów Karola Wielkiego, który w 805 zatwierdził możliwość osiedlania się kupców saskich aż do rzeki Ilmenau, która była wówczas granicą między germańskimi Sasami a słowiańskimi Drzewianami należącymi do plemion obodrzyckich. O tym sąsiedztwie świadczą nazwy dwóch miejscowości z Evern w nazwie; mianowicie Deutsch Evern ("deutsch" = pol. "niemiecki") i Wendisch Evern ("wendisch" = pol. "słowiański"). Mianem Wendowie ówcześni Germanie, a przede wszystkim Sasi, określali Słowian.
Wieś należy do wielu par miejscowości w Niemczech, z których jedna ma przedrostek „Wendisch” albo „Windisch”. Są to miejscowości, które wskazują na bliskość Słowian w stosunku do zamieszkałych terenów w tamtym czasie przez Niemców.
Mały pagórek między Deutsch Evern i Wendisch Evern o nazwie Timeloberg jest znany jako miejsce podpisania kapitulacji wojsk Wehrmachtu w północnych Niemczech, Danii i Holandii w dniu 4 maja 1945 na zakończenie tutaj działań wojennych II wojny światowej przez admirała Hansa-Georga von Friedeburga ze strony niemieckiej wobec marszałka Montgomery ze strony wojsk brytyjskich reprezentującego aliantów. Wzgórze to zostało nazwane przez brytyjczyków Victory Hill (pol. Wzgórze Zwycięstwa).

## Komunikacja
Wendisch Evern znajduje się 10 km od węzła Lüneburg-Nord na autostradzie A 39 (do 2010 pod nazwą A250). Gmina znajduje się w pobliżu dróg krajowych; 3 km od drogi B216, 2 km od dróg B4 i B209 na wschodniej obwodnicy Lüneburga Osttangente.